# マックスハンバーガー
マックスハンバーガー（Max Hamburgerrestauranger AB）は1968年にスウェーデンのイェリバレでクルト・ベルグフォルス（Curt Bergfors）が設立したファーストフード・チェーンである。2002年以来クルトの最年長の孫のリヒャルト・ベルグフォルス（Richard Bergfors）が社長を務めている。

## 概要

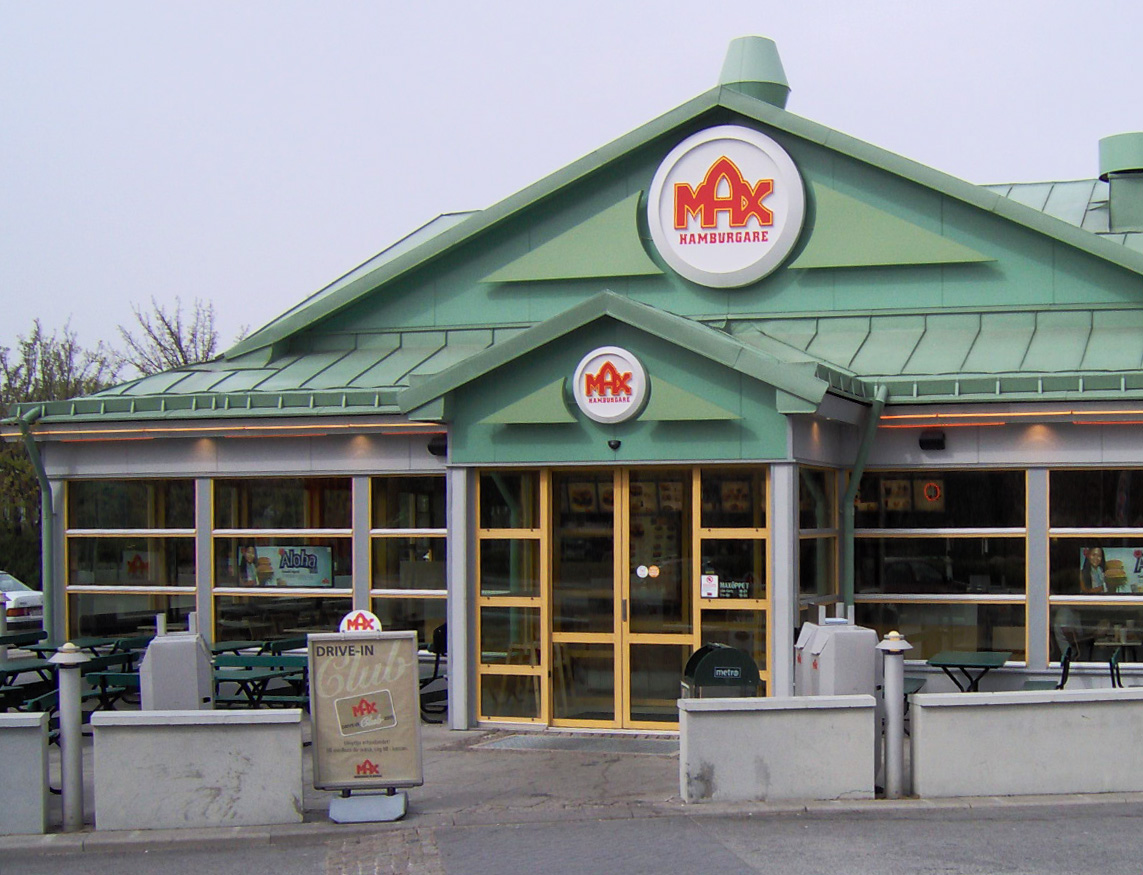
ルンドのマックスハンバーガー

マックスは1980年代まではスウェーデン北部で最大のハンバーガー・レストランのチェーン店ではあったが、ノールランド以外ではストックホルムのドロットニングガタン（Drottninggatan）店1店舗があるのみであった。しかしマックスハンバーガーは1990年代と2000年代の間に全国規模のファストフード・チェーン店になった。2005年の時点でマックスは約40軒のレストランと1軒の"エクスプレス（express）"・レストランを出店していた。2005年にマックスは本社のあるルレオに街で4軒目の店舗となるマックス・エクスプレス（Max Express）を開店した。これはマックスのレストランの中でも新しいタイプの店舗である。2005年から2010年にかけてマックスはスウェーデン西部への進出を計画しており、2007年にリヤド、ドバイに続いてクウェートへの出店計画を発表した。

## 商品
マックスのイメージはスウェーデンらしさということに大いに負っているが、それと同様に人種の多様性（multi-racial）という特徴も持ち合わせている。店内ではスウェーデン語の歌詞の付いたスウェーデンポップスのヒット曲（ケントの曲が多い）のみが流され、広告の主体は子供だが、スウェーデンの伝統衣装を着た肌の色の異なる大人も起用されている。
マックスは普通のハンバーガーだけでなくデリフレッシュ・メニュー（Delifresh menus）の様な健康志向の商品も用意している。脂肪分4%から12.5%の範囲で普通のハンバーガーと同じパンズと通常の具を使用している。自社ブランドのサラダドレッシングも販売しており、大変人気がある。マックスはグリセミック指数が低いものやグルテンの入っていないメニューも用意している。
マックスはほとんどの店舗で無料の公衆無線LANを提供している。

## 人気
1991年にマックスはウメオとルレオでマクドナルドに競り勝ち、同社に勝った初のハンバーガー・レストランとなった。マックスの人気のせいでマクドナルドは2007年にシェレフテオ、ピテオ（Piteå）そして再度ルレオから撤退しなければならなかった。
市場調査会社のISI ウィシング社（ISI Wissing AB）が主催した投票でマックスは4年間連続してマクドナルドやバーガーキングに大差を付けて全国展開するスウェーデンのファストフード・チェーン店の中で最も顧客満足度の高い店に選ばれた。これはマックスハンバーガーが典型的なファストフード店よりも幾らか長い時間を要しても注文される前には決して調理をしないという事実によるものかもしれない。